# Ангольско-бразильские отношения
Ангольско-бразильские отношения — двусторонние дипломатические отношения между Анголой и Бразилией. Будучи бывшими португальскими колониями, Ангола и Бразилия имеют множество культурных связей, включая португальский язык (который является официальным языком обеих стран) и религию (большинство жителей обеих стран являются католиками). Государства являются членами «Содружества португалоязычных стран», «Группы 77» и Организации Объединённых Наций.

## История

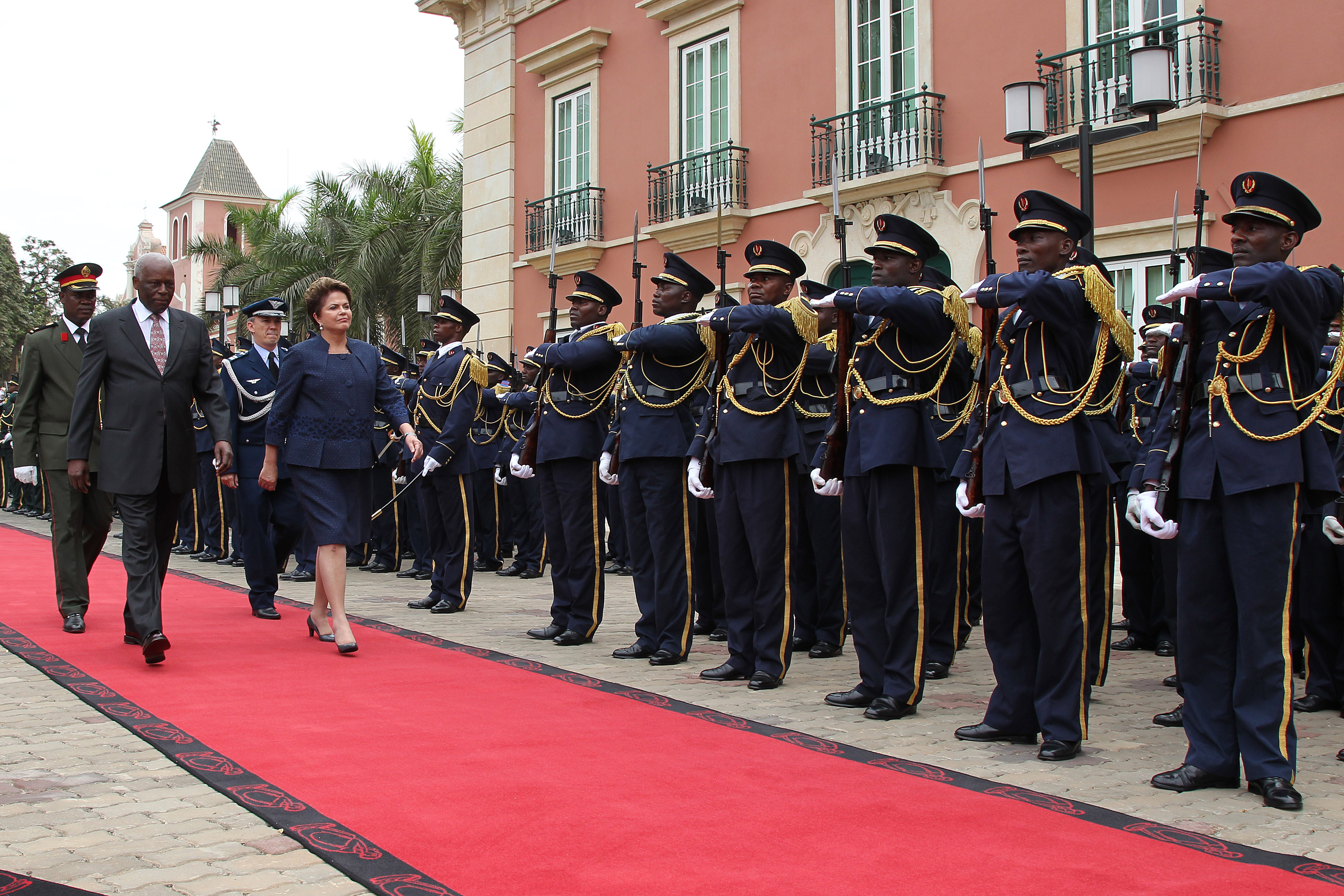
Президент Анголы Жозе Эдуарду душ Сантуш вместе с президентом Бразилии Дилмой Русеф во время её официального визита в Луанду в октябре 2011 года.

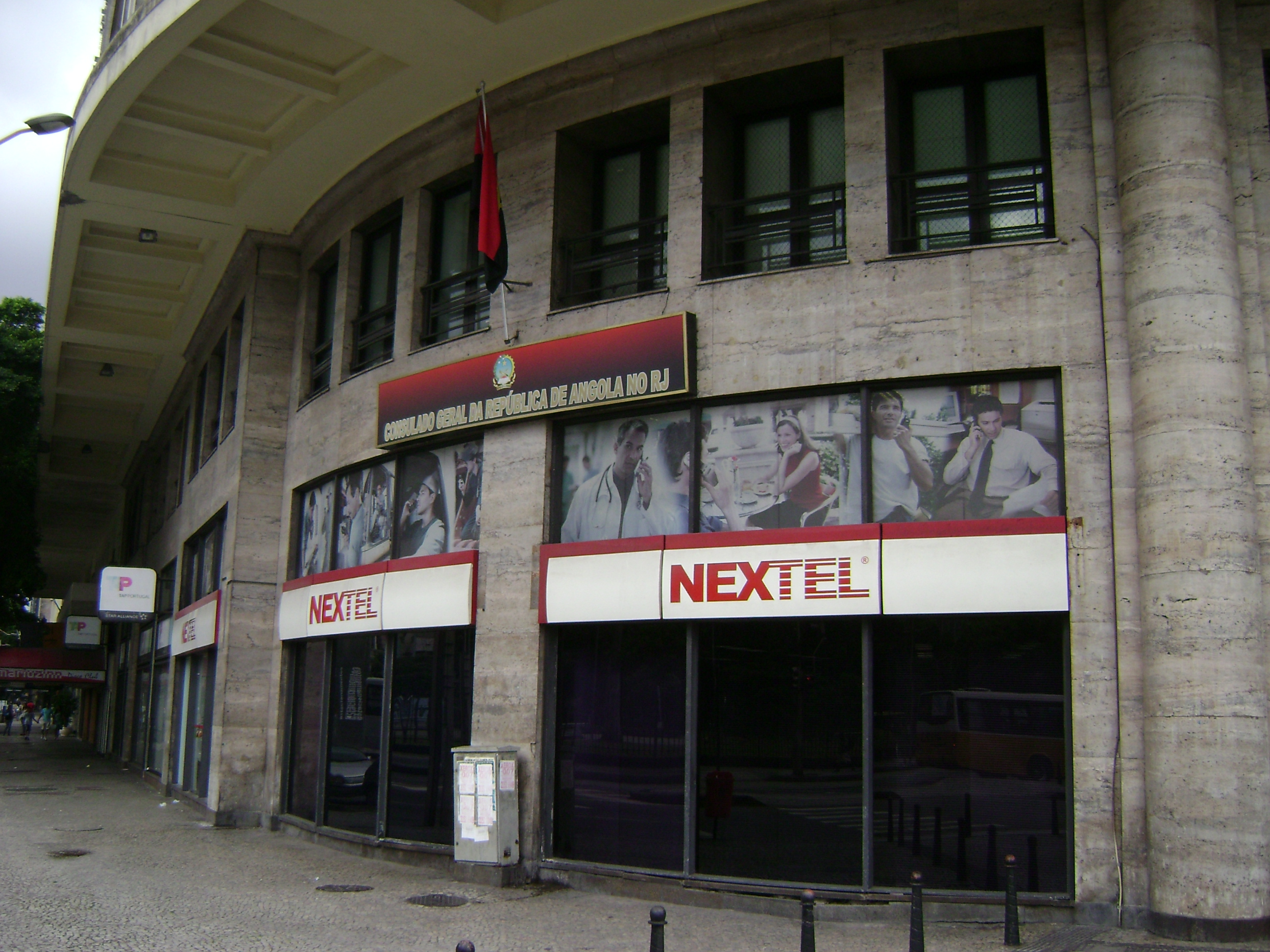
Генеральное консульство Анголы в Рио-де-Жанейро.

Ангола и Бразилия около трёхсот лет находились в составе Португальской империи. В 1646 году священник-иезуит Гонсалу Жуан лаконично заявил о важности экономических отношений между странами: «Без Анголы не будет Бразилии». Ангола была основным источником рабов в Бразилию, которая из нескольких европейских колоний в Америке была крупнейшим импортером рабов во время трансатлантической работорговли. Две трети этих рабов в Бразилии были выходцами из региона Ангола-Конго. Рио-де-Жанейро зависел от постоянного притока рабов из Анголы для работы на плантациях сахарного тростника и для реэкспорта в Буэнос-Айрес в обмен на серебро.
Во время голландской оккупации Анголы в начале XVII века Бразилия и Португалия совместно действовали как колонизаторы, пытаясь вернуть себе территорию. Бразильский историк Луис Фелипе де Аленкастру предполагал, что этот критический исторический период закрепил связь Бразилии с Анголой на время работорговли, и что основание Бразилии происходило на фоне разрушения местных королевств Анголы.
После того, как флот Салвадора де Са успешно изгнал голландцев из Анголы в 1648 году, Ангола фактически находилась под властью Бразилии, тем самым «обеспечив непрерывность поставки рабов на протяжении более двух столетий». Сальвадор де Са также понимал экономическую зависимость Бразилии от Анголы и её последующую важность для Португалии, и, как цитируется, он сказал, что «без этого оплота [то есть Анголы] Бразилия не сможет выжить, а Португалия не может выжить без Бразилии».
С 1815 по 1822 год Ангола находилась под управлением Бразилии во время переезда португальского двора. Экономические отношения между Анголой и Португалией никогда не были такими крепкими, как между Бразилией и Анголой, а влияние Португалии было минимальным в начале XIX века, поскольку существовал бразильский контроль над работорговлей. Детей ангольской элиты часто отправляли учиться в Рио-де-Жанейро, а не в Лиссабон. После обретения Бразилией независимости в 1822 году у некоторых общин Луанды и Бенгелы возникло желание также провозгласить независимость от Португалии и сформировать конфедерацию с Бразилией. Эти планы в конечном итоге провалились из-за дипломатического давления со стороны Великобритании, которая не хотела видеть создание новой южноатлантической империи, а также сильного политического лоббирования со стороны ангольцев, которые были союзниками Лиссабона. Кроме того, одним из условий независимости Бразилии от Португалии был пункт, согласно которому Бразилия обещала не принимать прямого контроля над какими-либо португальско-африканскими территориями.
В ноябре 1975 года Бразилия стала первой страной, установившей дипломатические отношения с независимой Анголой. Вскоре после этого Ангола погрузилась в гражданскую войну, которая продолжалась до 2002 года. В июле 2002 года президент Анголы Жозе Эдуарду душ Сантуш осуществил визит в Бразилию для участия в 4-м саммите «Содружества португалоязычных стран» в Бразилиа. В 2003 году президент Бразилии Луис Инасиу Лула да Силва совершил официальный визит в Анголу.
В Анголе присутствует значительное число бразильских рабочих, самозанятых специалистов и предпринимателей, которые работают, живут и вносят свой вклад в экономику страны. В области обороны Бразилия участвует в военных учениях вместе с Анголой либо в рамках Содружества португалоязычных стран, либо в контексте операции «Обангаме Экспресс» по моделированию борьбы с незаконной деятельностью в Гвинейском заливе. Кроме того, каждый год сухопутные войска Бразилии направляют офицеров для сотрудничества в вопросах обучения со своими ангольскими коллегами, в том числе в проекте по созданию учебного центра для миротворческих операций по образцу существующего аналога в Бразилии.
В ноябре 2015 года государства отметили 40-летие дипломатических отношений. В январе 2019 года министр иностранных дел Анголы Мануэл Домингуш Аугусто посетил Бразилию, чтобы присутствовать на инаугурации президента Жаира Болсонару. В декабре 2019 года министр иностранных дел Бразилии Эрнесту Араужу совершил официальный визит в Анголу, где встретился с президентом Жуаном Лоренсу.

## Двусторонние соглашения
Между государствами подписано несколько соглашений, таких как: Соглашение об экономическом, научном и техническом сотрудничестве (1980 год); Соглашение о стратегическом партнерстве (2010 год); Соглашение о сотрудничестве в области содействия инвестициям (2015 год) и Соглашение о безопасности и внутреннем порядке (2019 год).

## Культурные связи

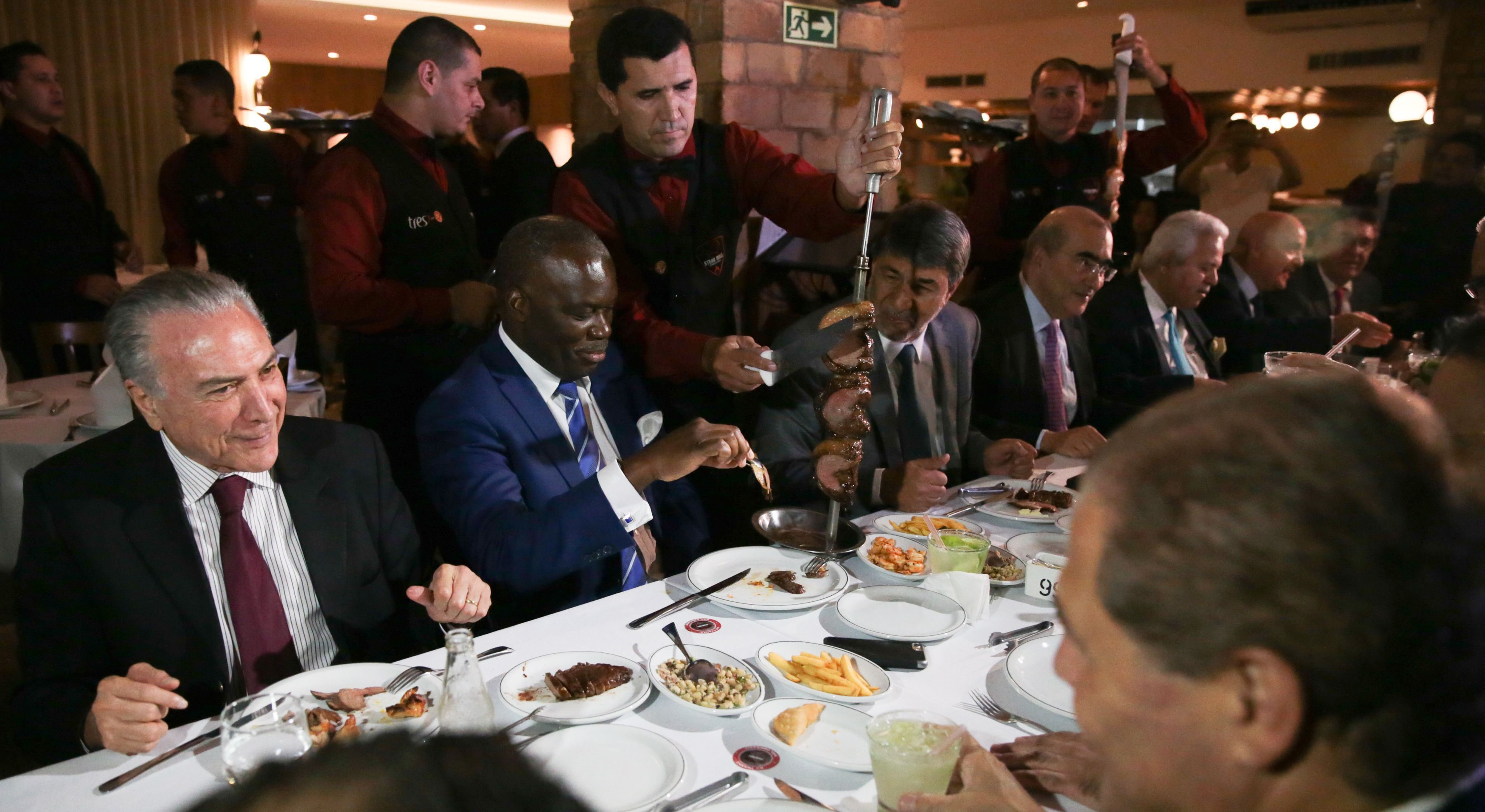
Президент Бразилии Мишел Темер на встрече с послом Анголы и другими чиновниками во время приёма пищи чурраско.

Правительство Анголы также инициировало проект Калунга, направленный на восстановление связей с африканской диаспорой в Бразилии посредством искусства и музыки.
Действие фильма Пепетелы «A gloriosa família» («Славная семья», 1996 год) происходит во время голландско-иберийского конфликта из-за бразильско-ангольской работорговли в 1600-х годах. Фильм иллюстрирует геополитические конфликты того времени через историю семьи Ван Дунем, состоящей из фламандского главы семьи, его африканской жены и их детей-мулатов. Роман предлагает критику угнетения патриархальной рабовладельческой системы, которая легла в основу ангольского национального государства.
Действие книги Жузе Эдуарду Агуалузы Nação criousla (1997 год) происходит во второй половине XIX века, когда дебаты об отмене смертной казни проходили по другую сторону Атлантики. В романе основное внимание уделяется роли креольской элиты Луанды, а также португальских и бразильских купцов в тогдашней незаконной трансатлантической работорговле.
Взаимное влияние музыкальных культур и танцев произошло в Атлантическом треугольнике, начиная с XVII и XVIII веков посредством культурного обмена. В результате этого обмена обе страны имеют богатую историю смешанных афро-иберийских музыкальных традиций, таких как преобладание гитары или альта. Примером раннего танцевального обмена является умбигада, «один из многих танцев, импортированных в Бразилию и Португалию из региона Конго-Ангола».

## Транспорт
Между Луандой и Сан-Паулу налажено прямо авиасообщение силами авиакомпании TAAG Angola Airlines.

## Дипломатические представительства
- Ангола имеет посольство в Бразилиа и генеральные консульства в Рио-де-Жанейро и Сан-Паулу[7].
- У Бразилии имеется посольство в Луанде[8].